# بخش نورکینسکی
بخش نورکینسکی (به لاتین: Neverkinsky District) یک منطقهٔ مسکونی در روسیه است که در استان پنزا واقع شده‌است.